# Municipio de Duncan (Arkansas)
Duncan Township es una subdivisión territorial del condado de Monroe, Arkansas, Estados Unidos. Según el censo de 2020, tiene una población de 668 habitantes.
Es una subdivisión exclusivamente geográfica, por cuanto el estado de Arkansas no utiliza la herramienta de los townships como municipios.

## Geografía
La subdivisión está ubicada en las coordenadas 34°36′27″N 91°13′55″O / 34.60750, -91.23194 (34.607532, -91.23185). Según la Oficina del Censo, tiene una superficie total de 151.08 km², de los cuales 147.80 km² corresponden a tierra firme y 3.28 km² están cubiertos de agua.

## Demografía
Según el censo de 2020, hay 668 personas residiendo en la zona. La densidad de población es de 4.52 hab./km². El 75.75% de los habitantes son afroamericanos, el 19.61 % son blancos, el 0.15 % es asiático, el 0.60 % son amerindios, el 0.30 % son isleños del Pacífico, el 2.84 % son de otras razasy el 0.75 % son de una mezcla de razas. Del total de la población, el 1.80 % son hispanos o latinos de cualquier raza.